# Едвін Внук
Едвін Людвік Внук (нар. 1948) — польський астроном, професор фізичних наук, спеціаліст з небесної механіки. Директор Познанської астрономічної обсерваторії (до 2016), президент Польського астрономічного товариства (2007—2011).

## Біографія
Габілітувався 1991 року на основі дисертації «Збурення в русі штучних супутників, викликані тесеральними гармоніками гравітаційного потенціалу Землі високих порядків і ступенів», захищеній в Університеті Миколая Коперника в Торуні. Вчене звання професора кафедри фізичних наук здобув 2002 року.
До 31 серпня 2016 був директором Познанської астрономічної обсерваторії (фізичний факультет Університету імені Адама Міцкевича). Пішовши з посади директора, залишився професором в Познанській астрономічній обсерваторії. Він є членом Міжнародного астрономічного союзу, Комітету з астрономії 3-го відділення Польської академії наук і Комітету космічних і супутникових досліджень Президії Польської академії наук. У 2007—2011 роках був президентом Польського астрономічного товариства.
Автор тому «Планета Земля» у «Великій енциклопедії світової географії» (Познань, видавництво Kurpisz, 1995).